# Villa Nova AC
Villa Nova Atlético Clube – brazylijski klub piłkarski z siedzibą w mieście Nova Lima, leżącym w stanie Minas Gerais.

## Osiągnięcia
- Mistrz drugiej ligi brazylijskiej (Campeonato Brasileiro Série B): 1971
- Mistrz stanu (Campeonato Mineiro) (5): 1932, 1933, 1934, 1935, 1951
- Puchar stanu (Taça Minas Gerais): 1977

## Historia
Klub Villa Nova założony został 28 czerwca 1908 roku w mieście Nova Lima przez angielskich pracowników i górników firmy Mineração Morro Velho S.A.. W roku 1971 Villa Nova odniósł swój największy sukces przechodząc do historii jako pierwszy triumfator drugiej ligi brazylijskiej (Campeonato Brasileiro Série B). W 2007 roku w mistrzostwach stanowych Villa Nova zajęła 5 miejsce, które dało prawo do udziału w rozgrywkach trzeciej ligi brazylijskiej w roku 2007 (Campeonato Brasileiro Série C).